# Andrzej Marks
Andrzej Tadeusz Marks (ur. 18 grudnia 1932 w Warszawie, zm. 29 maja 2006 tamże) – polski astronom, doktor inżynier, pisarz, popularyzator astronomii i kosmonautyki.

## Życiorys
Po wojennych kursach w Tajnej Podstawowej Szkole Polskiej w Warszawie i ukończeniu w 1950 roku szkoły średniej odbył studia w zakresie astronomii geodezyjnej w latach 1950–1956 na Politechnice Warszawskiej. Przez 2 lata był asystentem w Obserwatorium Astronomicznym PW, po czym zainteresował się tematyką kosmonautyki, w szczególności lotami na Księżyc.
W latach 1959–1999 napisał 32 książki o łącznym nakładzie ok. 700 tysięcy egzemplarzy, ponadto kilka tysięcy artykułów w takich czasopismach jak Skrzydlata Polska, Urania, Postępy Astronomii, Problemy, Horyzonty Techniki, Młody Technik, Wiedza i Życie. W 1997 roku przeszedł na emeryturę.
Od 1989 roku był członkiem Komisji Astronautyki Polskiej Akademii Nauk.

## Wybrane książki
- Podbój Księżyca trwa (Wydawnictwa Naukowo-Techniczne, Warszawa 1967),
- Droga do Księżyca (Wiedza Powszechna, 1969),
- Księżyc (Państwowe Wydawnictwo Naukowe, Warszawa 1970),
- Kosmonautyka encyklopedia z serii Ilustrowana encyklopedia dla wszystkich 1971,
- Polak w kosmosie (Książka i Wiedza, Warszawa 1978)
- Podróże międzygwiezdne? (Wydawnictwo Ministerstwa Obrony Narodowej, Warszawa 1983 ISBN 83-11-06991-3)
- Ojcowie kosmonautyki (Książka i Wiedza, Warszawa 1984 ISBN 83-05-11282-9)
- Tajemnica pioruna kulistego, 1984
- Atlantyda: Fantazja czy rzeczywistość?, 1986
- Ozon – katastrofa nad Polską, 1992
- Baza satelitarna Alfa (Wydawnictwa Naukowo-Techniczne, Warszawa 1997 ISBN 83-204-2203-5)
- Znowu na Księżyc, 1999.

## Odznaczenia
- Srebrny Krzyż Zasługi, 1983
- Medal 40-lecia Polski Ludowej, 1984
- Zasłużony Działacz Kultury, 1989
- Medal Komisji Edukacji Narodowej, 2000

## Życie prywatne
Był ojcem dwojga dzieci: Piotra (1966–1999) i Moniki (1971–).